# جنارو ولپه
جنارو ولپه (انگلیسی: Gennaro Volpe؛ زادهٔ ۱۷ فوریهٔ ۱۹۸۱) بازیکن فوتبال اهل ایتالیا است.
از باشگاه‌هایی که در آن بازی کرده‌است می‌توان به باشگاه فوتبال امپولی، باشگاه فوتبال آسکولی، باشگاه فوتبال چیتادلا، و باشگاه فوتبال ویرتوس انتلا اشاره کرد.